# Skomlin
Pour la commune, voir Skomlin (gmina).
Skomlin est une localité polonaise, siège de la gmina de Skomlin, située dans le powiat de Wieluń en voïvodie de Łódź.